# 杨金山
杨金山（1954年8月—），河南息县人。原中国人民解放军成都军区副司令员，中国人民解放军中将，中国共产党第十八届中央委员会委员，2014年被开除中国共产党党籍。

## 生平
杨金山1969年11月参加工作，1969年11月到1972年9月历任中国人民解放军第十四军第四十师工兵连战士、班长、文书，工兵营营部书记。其间，1972年5月加入中国共产党。
1972年9月到1978年7月，历任中国人民解放军第十四军第四十师司令部工化科见习学员、技师、参谋。
1978年7月到1979年6月，任中国人民解放军第十四军第四十师司令部作训科参谋。
1979年6月到1981年1月，任中国人民解放军第十四军第四十师第一一八团司令部作训股股长。
1981年1月到1983年7月，任中国人民解放军第十四军第四十师第一一八团第三营营长。其间，1981年9月到1983年7月，在南京高级陆军学校军事系培训班学习。
1983年7月到1985年6月，任中国人民解放军第十四军司令部作训处副处长。1985年6月，升任该作训处处长。
1985年10月，中国人民解放军第十四军改为中国人民解放军陆军第十四集团军，杨金山继续担任作训处处长至1990年9月。
1990年9月，杨金山任中国人民解放军陆军第十四集团军第31师参谋长、党委常委。1994年4月，任第31师副师长、党委常委。
1995年1月，升任第31师师长、党委副书记。
1995年8月，调任中国人民解放军成都军区司令部作战部部长。
2001年1月，调任中国人民解放军第14集团军参谋长。其间，2003年9月到2004年2月，在中国人民解放军国防大学战役基本系补训班学习。
2005年11月，升任成都军区副参谋长。
2007年7月，调任成都军区装备部部长、党委常委。其间，2009年2月到7月在国防大学国防研究系战略研究班学习。
2009年12月，升任中国人民解放军西藏军区司令员。
2010年11月起，为中共西藏自治区党委常委兼西藏军区司令员。
2011年7月，晋升中将军衔。
2013年7月，调任成都军区副司令员。
2014年7月初，根据《解放軍報》报道，杨金山随国务委员兼国防部部长常万全上将访问坦桑尼亚和南非。此后杨金山被军委纪委立案调查，2014年8月移送军事司法机关依法处理。
2014年10月，中共十八届四中全会审议并通过了中共中央军事委员会纪律检查委员会关于杨金山严重违纪问题的审查报告，确认中共中央政治局之前作出的给予杨金山开除中国共产党党籍的处分。这是杨金山严重违纪情况的首次对外披露。此前，他的多名军中同僚的问题相继被曝光，如原中共四川省委常委、四川省军区政委叶万勇少将在2014年6月的全国政协第十六次主席会议上被撤销全国政协委员资格。由于中共十八届四中全会未披露杨金山的具体案情，故一时引发了对案情的种种猜测。